# Мексикано-нигерийские отношения
Мексикано-нигерийские отношения — двусторонние дипломатические отношения между Мексикой и Нигерией.

## История
Мексика и Нигерия — региональные державы в Латинской Америке и Африке, соответственно. 14 апреля 1976 года страны установили дипломатические отношения, а через три месяца после этого факта Мексика открыла посольство в Лагосе, которое было закрыто в 1979 году из-за финансовых трудностей. В 1981 году Нигерия открыла посольство в Мехико, которое закрыла в 1983 году. Нигерия вновь разместила посольство в Мексике в 2000 году, а Мексика открыла посольство в Абудже в 2008 году.
В 1981 году президент Нигерии Шеху Шагари принял участие в саммите глав государств в Канкуне, где провёл переговоры с президентом Мексики Хосе Лопесом Портильо и лидерами других стран. С 2000 года уровень двусторонних отношений и количество встреч на высшем уровне между странами неуклонно растут. В марте 2002 года президент Нигерии Олусегун Обасанджо совершил свой первый визит в Мексику для участия в конференции по Монтеррейскому консенсусу, проходящей в северной части Мексики в Монтеррее. В сентябре 2002 года президент Мексики Висенте Фокс стал первым мексиканским главой государства, совершившим официальный визит в Нигерию. В сентябре 2005 года президент Нигерии Олусегун Обасанджо второй раз посетил Мексику с официальным визитом.
В 2016 году Мексика и Нигерия отметили 40-летие с момента установления дипломатических отношений.

## Двусторонние соглашения
Между странами подписано несколько двусторонних соглашений, таких как: Соглашение об организации консультаций по взаимным интересам (2012 год); Соглашение о сотрудничестве в области образования и культуры (2016 год); Меморандум о взаимопонимании между Национальной комиссией университетов Нигерии и Национальной ассоциацией университетов и высших учебных заведений Мексики (2016 год).

## Торговля
В 2000 году объём товарооборота между странами составил сумму 24 миллиона долларов США, а в 2017 году уже — 600 миллионов долларов США. Экспорт Мексики в Нигерию: строительные материалы, цемент, машинное оборудование и электроника. Экспорт Нигерии в Мексику: природный газ и семена кунжута. Нигерия является 55-м крупнейшим торговым партнёром Мексики в мире и вторым по величине торговым партнером среди стран Африки (после Южно-Африканской Республики). Мексиканские транснациональные компании, такие как Cemex и Grupo Bimbo, представлены в Нигерии.
В декабре 2014 года между странами была создана Нигерийско-мексиканская торговая палата, базирующаяся в Абудже. Многие инвесторы из Мексики также выразили свою заинтересованность в том, чтобы вложить средства в развитие сельского хозяйства Нигерии. Мексиканская компания San Carlos Group в настоящее время сотрудничает с правительством штата Кросс-Ривер в создании банановой плантации, что повлечет увеличение числа рабочих мест в штате. В штате Энугу компания  San Carlos Group подписала меморандум о взаимопонимании с правительством штата по выращиванию, производству и экспорту ананасов по модели государственно-частного партнерства. По плану стороны договорились засеять 1000 гектаров земли семенами ананасов, объём инвестиций составил сумму 29 880 519 долларов США. В декабре 2014 года началась реализация ананасовой продукции, San Carlos Group освоил 300 гектаров из выделенной земли.

## Резиденции дипломатических миссий
- Мексика имеет посольство в Абудже[12].
- Нигерия содержит посольство в Мехико[13].